# Flots, palmes, sables
Flots, palmes, sables est une mélodie pour voix avec accompagnement de piano (et harpe) de Claude Debussy composée en 1882 sur un poème d'Armand Renaud.

## Présentation
Flots, palmes, sables est composé sur un texte d'Armand Renaud extrait du recueil Les Nuits persanes (Paris, Lemerre, 1870, p. 88-89),.
La mélodie, qui est datée du 2 juin 1882,, est dédiée à Mme Vasnier, soprano colorature et première muse du compositeur. Elle est écrite pour voix avec accompagnement de piano (et harpe).
L'incipit de l'œuvre est : « Loin des yeux du monde ».
La deuxième stance du poème est omise par Debussy pour sa mise en musique.
Pour le musicologue Denis Herlin, la mélodie « décrit un univers marin fort éloigné géographiquement de celui du Matelot qui tombe à l'eau ». Musicalement, « le manuscrit contient une envoûtante partie vocale ornée de nombreuses formules mélismatiques destinées à dépeindre cet orient lointain ».
Le deuxième accompagnement de harpe a été adjoint postérieurement à celui de piano par Debussy, pour une circonstance inconnue. Possiblement pour renforcer la « couleur exotique » de la partition, suggère Herlin.
La durée moyenne d'exécution de la pièce est de quatre minutes trente environ.
Dans le catalogue des œuvres du compositeur établi par le musicologue François Lesure, Flots, palmes, sables porte le numéro L 38 (25).

## Discographie
- Claude Debussy : intégrale des mélodies, 4 CD, Liliana Faraon et Magali Léger (sopranos), Marie-Ange Todorovitch (mezzo-soprano), Gilles Ragon (ténor), François Le Roux (baryton), Jean-Louis Haguenauer (piano), Ligia Digital, 2014[4],[5].
- Debussy Songs vol. 4, Lucy Crowe (en) (soprano), Lucy Wakeford (harpe), Malcolm Martineau (piano), Hyperion Records CDA68075, 2018.
- Claude Debussy : The complete works, CD 19, Natalie Dessay (soprano), Catherine Michel (harpe), Philippe Cassard (piano), Warner Classics, 2018[6].